# Osvaldo Ríos
Osvaldo Ríos (n. 25 octombrie 1960) este un actor și cântăreț portorican.

## Telenovele
- 2009: Corazón Salvaje
- 2008: El Juramento .... Santiago de Landeros
- 2007: Zorro: La Espada y la Rosa .... Alejandro de la Vega
- 2006: Decisiones El regreso del soldado (2006) TV episode
- 2004: Ángel rebelde  .... Alejandro Valderrama
- 2002: Gata salvaje .... Silvano Santana Castro
- 2002: Más allá del límite  .... Andrés 'El Indio' Solís
- 2002: Plaza vacante
- 2000: Abrázame muy fuerte  .... Diego Hernandez
- 2001: Bento Cego
- 2000: Trucuta Trucuta  .... Bueno Que Está
- 2000: Rauzán  .... Sebastian de Mendoza
- 1996: La Viuda de Blanco .... Diego Blanco Albarracín
- 1993: Tres destinos  .... Juan Carlos
- 1992: Kassandra  .... Ignacio Contreras / Luis David Contreras
- 1990: Amor de nadie
- 1990: Chona, la puerca asesina .... Alejandro